# Eriococcus kondarensis
Eriococcus kondarensis är en insektsart som först beskrevs av Borchsenius 1949.  Eriococcus kondarensis ingår i släktet Eriococcus och familjen filtsköldlöss. Inga underarter finns listade i Catalogue of Life.